# Ingvar Wixell
Karl Gustaf Ingvar Wixell (vik'sel) (7. maj 1931 i Luleå i Sverige – 9. oktober 2011 i Malmø i Sverige) var en svensk operasanger, en af 1900-tallets ledende barytoner. Hans mørke, faste stemme og kraftfulde scenenærvær gjorde ham til en dramatisk fortolker af operaroller. Hans opførsler af hovedrollen i Simon Boccanegra og Don Carlos i Skæbnens magt hørte til samtidenes bedste. Wixell har været gift med sopranen Busk Margit Jonsson.